# Какабат

Какабат (крестик) — надстрочный диакритический знак, применяемый в кхмерском, тайском и лаосском языках. Происхождение названия связывают с палийским словом какапада — воронья лапка.
В кхмерском какабат (другое название — тьэнгкаэк) ставится над некоторыми модальными словами и частицами.
В тайском и лаосском какабат называется также майтинка или майтьаттава и применяется для обозначения четвёртого тона (тьаттава).